# Cosmeombra doxochares
Cosmeombra doxochares är en fjärilsart som beskrevs av Edward Meyrick 1926. Cosmeombra doxochares ingår i släktet Cosmeombra och familjen äkta malar. Inga underarter finns listade i Catalogue of Life.